# سوئیچیرو هوشی
سوئیچیرو هوشی (انگلیسی: Sōichirō Hoshi; ۳۰ مهٔ ۱۹۷۲ – ) خواننده، و صداپیشه اهل ژاپن بود. وی از سال ۱۹۹۵ میلادی تاکنون مشغول فعالیت بوده‌است.